# Соль (Швейцария)
Соль (нем. Saules BE) — коммуна в Швейцарии, в кантоне Берн. 
Входит в состав округа Мутье. Население составляет 150 человек (на 31 декабря 2006 года). Официальный код — 0707.